# محمدباقر فاضل
شیخ محمد باقر فاضل متولد استرآباد)، پسر آخوند ملا محمدعلی فاضل و از رعایای بلوک فخر عمادالدین و متعلق به طایفه مَلِک بود. وی در ابتدا یکی از رهبران برجسته مشروطه خواه استرآباد و یکی از بزرگ‌ترین مالکان استرآباد بوده که توانسته بود اراضی بسیاری را تصرف کند ولی به یکباره تغییر موضع داد و به عنصری خنثی و ضد مشروطه تبدیل گشت، سپس به همکاری با روس‌ها پرداخت و معاملات بسیاری با روس‌ها انجام داد.
وی به همراه قنسول روس قصد آباد کردن شیرنگ را داشته‌اند و تا مدتی بعد ۴ قریه در خاک شیرنگ (ماران کلاته ـ باقر آباد ـ فاضل آباد ـ نسرکان) را آباد کردند.
خانهٔ وی در کوچه ریحانی طولانی ترین بن‌بست گرگان(به نام شیخ محمدباقر فاضل) در محله سرچشمه از محله‌های قدیمی گرگان وجود دارد. احمد علی ریحانی بنیانگذار چاپخانه گرگان بعداً بخشی از خانه فاضل را خرید. هم‌اکنون منزل شیخ محمدباقر فاضل جزو آثار میراث فرهنگی گرگان است.
وی توسط سرهنگی از عوامل رضاشاه به دلیل مسمومیت توسط زهر به قتل رسیدند.
دو مقبره در مصلی سرچشمه گرگان که یکی از آن‌ها، از آن شیخ محمد باقر فاضل و دیگری از آن ملا محمد رضا استرابادی مشهور به رئیس‌العلماء بود که آن‌ها در دهه اخیر بخاطر تغییر کاربری محوطه مصلی محو گردیدند.